# Fox News Channel

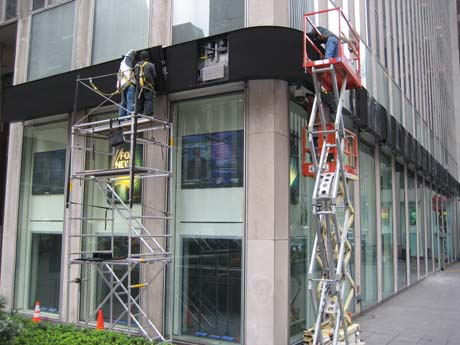
Exteriörbild från Fox News Channel studior i New York.

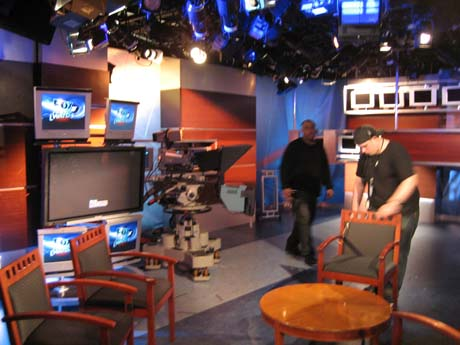
FNC:s Studio C för America's Pulse och Fox News Watch

Fox News Channel är en konservativ amerikansk kabel-TV-kanal som sänder nyheter dygnet runt sedan 1996. 
Kanalen är en av de mest sedda kabelkanalerna i USA och tillika ett av de ekonomiskt mest inkomstbringande TV-bolagen i landet. Sedan hösten 2001 sker sändningarna inte bara till USA utan till abonnenter över hela världen. Under 2008 fick man även sällskap av systerkanalen Fox Business som sänder ekonominyheter. Fox News ska inte blandas ihop med moderbolaget, TV-nätverket Fox som i huvudsak sänder underhållningsprogram som till exempel American Idol och representeras av lokala stationer spridda över hela USA. 
Fox News sänder flera av det mest sedda kabelnyhetsprogrammen i USA, däribland Hannity och The Ingraham Angle. Programmet Tucker Carlson Tonight sändes 2009–2023.

## Historia
Kanalen lanserades den 7 oktober 1996, skapad av Rupert Murdoch och Roger Ailes, och har under de senaste åren varit enormt framgångsrik på den amerikanska marknaden. Fox News har idag generellt högre tittarsiffror än alla de konkurrerande amerikanska nyhetskanalerna CNN, MSNBC och Headline News. Framför allt var Fox News framgångsrikt åren efter 11 september-attackerna i New York den 11 september 2001. Fox News var ett lågbudgetprojekt i jämförelse med CNN. Trots det blev Fox News inte bara den mest sedda nyhetskanalen utan även den största kabelkanalen, alla kategorier, i USA. Att Fox News slog CNN i tittarmätningarna var en stor prestigeförlust för CNN. Fox News har i 62 kvartal i rad varit USA:s mest sedda kabelnätverk.
Kanalen startades bara några månader efter att NBC lanserat sin nyhetskanal MSNBC, som många trodde skulle bli en framgång. NBC hade under flera årtionden varit störst på nationella nyheter med det legendariska och stilbildande morgonprogrammet Today Show och kvällsnyheterna NBC Nightly News. Förhoppningarna var därför höga när den egna nyhetskanalen MSNBC skulle lanseras. Internet var nytt och ordet på allas läppar varför NBC valde Microsoft som samarbetspartner. Framgången för nyhetskanalen uteblev. Istället var det konkurrenten Fox lågbudgetsatsning Fox News Channel som blev den stora succén, detta trots att Fox aldrig tidigare hade sänt nationella nyheter. Fox News programledare under kvällstid med mycket starka åsikter lockade tittare med amerikansk talk radio som förebild.
En av kanalens målsättningar sedan starten har varit att agera motvikt till de amerikanska medier som ofta anklagas för att vara liberala i sin nyhetsvärdering. Ägaren Rupert Murdoch såg en marknad för en nyhetskanal som gick mot strömmen i det amerikanska nyhetslandskapet. Den analysen kom att bli en sanning. Tittarsiffrorna växte för varje år som gick. Åren efter 11 september-attackerna mot USA 2001 var kanalen som störst. Samtidigt började den även spridas internationellt via satellit- och kabeloperatörer världen över.

## Programledare med åsikter
Kanalen har kritiserats, till stor del av politiska lobbyorganisationer, för att den inte tydligt nog drar en linje mellan nyhetsrapportering och politiska åsikter. En studie gjord år 2010 där man jämfört motsvarande program på Fox News och NBC hur man under 2005 rapporterade om krigen i Irak och Afghanistan, fann att båda tonade ner dåliga nyheter men att ”Fox News var mycket mera sympatiska gentemot [USA:s regering] än NBC var” och att ”om forskare fortsätter och finna bevis på partiskhet ur en politisk eller ideologisk synvinkel hos FNC [Fox News Channel] … bör dom beakta Fox som ett alternativt, istället för ett mainstream media”.
En stor del av kanalens framgångar kan samtidigt sägas bero på programledarna under prime time som gärna uttrycker sina åsikter och debatterar mot sina gäster. Kanalens politiska objektivitet har därför ofta ifrågasatts.
Det kan dock tilläggas, att kanalens mest kontroversiella och i särklass mest sedda program, The O'Reilly Factor, aldrig var varit tänkt att vara ett nyhetsprogram utan som ett forum för just programledarens politiska kommentarer. Programmet, som sågs av ett par miljoner tittare varje dag, fick flera av sina högsta tittarsiffror i samband med att programledaren Bill O'Reilly skällt ut eller rent av hamnat i bråk med sina gäster. Programformen utvecklades till att Bill O'Reilly ofta hade en gäst som han ordagrant skäller ut gällande ett visst ämne. Kritiken mot programmet gick till stor del ut på vad kritikerna uppfattade som Bill O'Reillys "aggressiva" debattstil. O'Reilly, som länge setts USA:s främste kabelnyhetsankare, sade – efter anklagelser om sexuella trakasserier – upp sig från Fox News i april 2017.

## Profiler
Bland programledare och återkommande betalda gäster (engelska: contributors) finns:

- Newt Gingrich
- Trey Gowdy
- Sean Hannity
- Laura Ingraham
- Kayleigh McEnany
- Tomi Lahren
- Candace Owens
- Geraldo Rivera
- Karl Rove

### Tidigare profiler
- Glenn Beck
- Andrew Breitbart
- Gretchen Carlson
- Tucker Carlson
- Ben Carson
- Liz Cheney
- Stacey Dash
- John Kasich
- Megyn Kelly
- Meghan McCain
- Gavin McInnes
- Oliver North
- Bill O'Reilly
- Sarah Palin
- Sarah Sanders
- Greta Van Susteren
- George Will

## Fox News i populärkultur
Fox News har även fått utrymme i annan media, exempelvis förekommer kanalen regelbundet i den tecknade satirserien The Simpsons som sänds av TV-nätverket Fox med samma ägare. Den påhittade nyheten att Fox News skulle stämma The Simpsons efter ett inslag i satirserien spreds bland annat av svenska dagstidningar. Det visade sig dock vara en skröna då The Simpsons ägs av just Fox vilket i praktiken skulle innebära att man stämde sig själv.
Under 2005 började programmet The Colbert Report sändas på kanalen Comedy Central med regelbundna referenser till, satir kring och påhopp på Fox News. Programmet drev i synnerhet med The O'Reilly Factor som var den mest sedda talkshowen på amerikansk kabel-TV.

## Fox News i Sverige
Kanalen distribueras sedan 2001 via satellit till i stort sett hela jordklotet. Tablån är den samma oavsett land. Via satellit sker distributionen enbart krypterat vilket kräver programkort hos en utländsk distributör. Till exempel finns kanalen på den brittiska Sky-plattformen. Sändningar från Fox News visades på TV8 från 2003 till hösten 2006.
Från 15 oktober 2020 finns Fox News och systerkanalen Fox Business återigen tillgängliga i Sverige via appen "Fox News International" (iPod, IPhone Apple TV via AppStore och Android via Google play)